# おひら
おひら（お平）は、日本各地の郷土料理。
以下のように異なる料理であるが、名称はいずれも平らな椀に盛り付けることから「お平」と呼ばれるようになった。

## 岩手県洋野町
岩手県洋野町の郷土料理。葬儀などの仏事には欠かせない料理であり、お盆にも食される。
ご飯、ナメコの味噌汁、おひら、三つ盛（皿にコンニャクのクルミ和え、カブ漬け、菊花の酢の物を盛り付けたもの）が仏事のお膳として供された。

## 福島県只見町
福島県只見町の郷土料理。祝い事の際に食される料理であり、特に大晦日に作られ、正月に食べることが多い。
山の物（マイタケ）、海の物（昆布）、川の物（ハヤの焼き干し、アカハラと呼ばれる）、里の物（ヤマイモ、ゴボウ、厚揚げ）を煮込んで醤油で味を調えた料理である。椀への盛り付けかたにも決まりがあり、ヤマイモやゴボウを椀の下に、その上に結び昆布、マイタケ、厚揚げを盛り、一番上にハヤの焼き干しを盛り付ける。
只見町は豪雪地帯であり、降雪期間は食材が限られていた。保存可能な食材を利用した料理であり、栄養学的には一品でタンパク質、カルシウム、ビタミン類がバランスよく採れる健康食である。
（シーズン中ならば）只見町の飲食店や宿泊施設などで提供されているほか、学校給食のメニューとしても供されている。

## 静岡県
静岡県の各地域で食べられている郷土料理。法事や寄り合いなどで人が集まる行事の際に作られてきた。
根菜類やサトイモ、コンニャク、干しシイタケ、昆布などを別々に煮て、平らな器に盛り付ける。大鍋でいっしょに煮込むこともある。
庚申講の際に提供される膳はおひらと決まっていた。

## 愛知県豊根村
愛知県豊根村の郷土料理。
サトイモ、ダイコン、ニンジン、ゴボウといった冬野菜、糸昆布、シイタケ、油揚げ、豆腐、ハンペンといったさまざまな具を大きな鍋で煮込み、ダシ汁、醤油、砂糖で味付けした汁物である。年末に作り、正月三が日に女性が炊事をしなくてすむようにするための料理とされる。
2021年度（2022年3月）に文化庁の100年フードに認定された。しかしながら、2022年の時点では同じ愛知県であっても名古屋市街でのインタビューでは知名度は皆無に近かった。認定に併せて、豊根村の家庭料理であったおひらを日本全国にPRする取り組みがされている。

## 香川県志々島
香川県三豊市志々島の郷土料理。祭事の際など食べられるおもてなし料理である。
イリコや昆布だしで炊いた油揚げ、高野豆腐などを平椀に盛り付ける。京都の精進料理が伝わったものではないかと推測されている。

## 大分県津久見市
大分県津久見市の郷土料理。年末年始に作られ、年取りに供される。
海の物、山の物、里の物を5種類ほど取り合わせた煮物料理である。漁村部では塩サバを入れるのが特徴で、農村部などでは塩サバが入手できなかった場合には、豆腐や油揚げを用いた。
また、正月料理の1種である「塩サバの煮物」を「おひら」と呼ぶこともある。